# Aattasaari
Aattasaari är en ö i Sverige. Den ligger i Könkämäälven och i Kiruna kommun intill gränsen mellan Sverige och Finland. Öns area är 3,5 hektar och dess största längd är 0,6 kilometer i sydöst-nordvästlig riktning.